# Turaco-de-livingstone
O Turaco-de-livingstone (Tauraco livingstonii) é uma espécie de ave da família Musophagidae.
Pode ser encontrada nos seguintes países: Burundi, Malawi, Moçambique, África do Sul, Tanzânia e Zimbabwe.